# Les Deux Péniches
Les Deux Péniches est un tableau réalisé par le peintre français André Derain en 1906. Cette huile sur toile fauve représente deux péniches en plongée. Partie d'une série de vues de Londres peintes sur commande pour Ambroise Vollard, elle est aujourd'hui conservée au musée national d'Art moderne, à Paris.